# Iss-Popcorn-trink-Cola-Studie
Die Iss-Popcorn-trink-Cola-Studie ist eine Studie, deren Autor James Vicary vorgab, eine Methode zur unbewussten Manipulation entdeckt zu haben. Sie erlangte ab dem 12. September 1957 große Bekanntheit und wurde erst 1962 als Erfindung eines Werbeunternehmers enttarnt.

## Geschichte der Studie
Am 12. September 1957 berichteten verschiedene US-amerikanische Zeitungen über den Werbefachmann James Vicary. Dieser hatte nach eigener Darstellung tausende Kinobesucher mit sogenannten subliminalen (unterschwelligen) Werbebotschaften traktiert. Darüber wurde auch im werbekritischen Buch Die geheimen Verführer berichtet, welches im selben Jahr erschien.
Diese Botschaften („Iss Popcorn“, „Trink Cola“) seien alle fünf Sekunden für Sekundenbruchteile in die Kinofilme eingeblendet worden. Wegen ihrer Kürze hätten die Botschaften vom Publikum nicht bewusst wahrgenommen werden können. Der Autor der Studie „Iss Popcorn/trink Cola“ behauptete nun, dass durch diese Werbebotschaften, die direkt an das Unterbewusstsein der Kinobesucher gerichtet worden seien, der Absatz von Cola um 18 % und der Absatz von Popcorn um etwa 58 % gestiegen sei. Die Veröffentlichung brachte einen Sturm der Entrüstung hervor: Welche subliminalen Botschaften könnte man mit dieser Methode noch ins Unterbewusstsein der Menschen transportieren? Ein US-amerikanischer Bundesausschuss und der amerikanische Verband der Rundfunksender verboten daraufhin diese vermeintliche Werbemethode. Andere Länder zogen nach. Die Seriosität des Experiments wurde jedoch in Experimentalpsychologie und Betriebswirtschaftslehre früh bezweifelt.
In einem Interview, das dann 1962 in der Zeitschrift Advertising age veröffentlicht wurde, offenbarte der Autor der vermeintlichen Iss-Popcorn-trink-Cola-Studie selbst, es habe sie nie gegeben. Einziger Zweck der Zeitungsente sei es gewesen, für ein umsatzschwaches Marketing-Unternehmen neue Kunden zu gewinnen, was auch mit gutem Erfolg funktioniert habe.
Die Iss-Popcorn-trink-Cola-Studie wurde in abgewandelter Form inzwischen tatsächlich durchgeführt und mehrfach wiederholt. Entscheidende Ergebnisse darüber, dass optische unterschwellige Werbung das menschliche Handeln unmittelbar beeinflusst, gab es lange Zeit nicht. Neuere Untersuchungen legen nahe, dass unterschwellige Werbung dann wirken kann, wenn sie zu momentanen Bedürfnissen der Rezipienten passt, also zum Beispiel die Werbung für ein Getränk bei durstigen Menschen.

### Technische Durchführung subliminaler Werbung
Strittig ist jedoch die technische Durchführung in der Praxis. Analog projizierte Kinofilme bestehen in der Regel aus 24 Einzelbildern pro Sekunde. Eine unterschwellige Botschaft kann also bei Einblendung eines einzelnen Bildes mit dem Aufruf nicht kürzer als 1/24 Sekunde sein. Ein auf diese Weise eingeblendetes Einzelbild ist jedoch für das menschliche Auge nicht unbedingt unsichtbar, sondern kann unter Umständen auch mit Einzelheiten bewusst wahrgenommen werden. Um kürzere Darbietungszeiten zu erreichen und es damit wahrscheinlicher zu machen, dass die Botschaften von manchen Kinobesuchern unterschwellig wahrgenommen werden, müsste daher zusätzlich zum Filmprojektor ein Tachistoskop eingesetzt werden.

## Rezeption in der Populärkultur
Im Lustigen Taschenbuch Nr. 278, in der Geschichte Überaus werbewirksam, wird die Studie parodiert. Dort lässt Dagobert Donald ein Programm ansehen, in dem für den Bruchteil einer Sekunde ein Blubberlutsch zu sehen ist. Donald verliert den Verstand und rennt durch die Stadt, auf der Suche nach einem Blubberlutsch, und richtet dabei erheblichen Schaden an.
In der Folge Ein gründlich motivierter Tod der Fernsehreihe Columbo aus dem Jahr 1973 spielt Robert Culp einen Werbefachmann, der zur Vorbereitung eines Mordes Bilder von Getränken in einen Film einfügt und das vorher durstig gemachte Opfer während der Filmvorführung durch diese Suggestion dazu bringt, den Raum zu verlassen. Columbo findet die Tatwaffe bei der Durchsuchung nicht. Am Schluss der Folge überführt er aber den Täter mit dessen eigener Methode, indem er Fotos von einer Durchsuchung dessen Büros nach der Tatwaffe in einen Film einfügt. Der Täter sieht den Film und wird durch die in ihm erzeugte innere Unruhe veranlasst, die Tatwaffe aus ihrem Versteck in seinem Büro zu holen, wobei er ertappt wird.

## Einzelbelege
1. ↑  Johan C. Karremans, Wolfgang Stroebe, Jasper Claus: Beyond Vicary's fantasies: The impact of subliminal priming and brand choice. In: Journal of Experimental Social Psychology. Band 42, Nr. 6, Oktober 2006, S. 792–798, doi:10.1016/j.jesp.2005.12.002.